# L'Albà
L'Albà (también conocido como l'Albà Nou, l'Albà de Baix, Cal Canonjo o Cal Canonge) es una entidad de población española del municipio de Aiguamurcia, en la comarca catalana de Alto Campo (provincia de Tarragona). 
El pueblo se sitúa al inicio de la carretera local TV-2005 que lo une con Aiguamúrcia, en una plana elevada desde donde se domina el Campo de Tarragona, rodeado de una gran masa forestal, al suroeste del término.
El término de l'Albà tenía en 2005 28 habitantes, que ya habían bajado a 24 en el censo de 2007. El núcleo de l'Albà Nou, o Cal Canonge, tenía tan solo 6 habitantes censados en 2007. El resto de habitantes del término se repartían entre los pueblos de Masbarrat y les Destres (este último con las ruinas de un edificio medieval), ambos en la carretera que va a Aiguamurcia, con 14 y 2 habitantes respectivamente aquel mismo año, más 6 diseminados.
Cerca del pueblo está el núcleo antiguo, denominado l'Albà Vell o l'Albà de Dalt, situado en lo alto de una loma a 797 m de altitud, donde se conservan las uinas de su castillo del siglo X y los restos de la capilla románica de Santa Maria de l'Albà.
- Datos: Q11752216